# Robert Howard (2e comte de Wicklow)
Pour les articles homonymes, voir Robert Howard et Howard.
Robert Howard, 2e comte de Wicklow (7 août 1757 - 23 octobre 1815) est un homme politique anglo-irlandais et pair.

## Biographie
Il est le fils aîné de Ralph Howard (1er vicomte Wicklow), et de sa femme, Alice Howard, première comtesse de Wicklow. La mère de Howard a été désignée de son propre chef à la pairie à la suite du décès de son mari.
Il sert à la chambre des communes irlandaise comme député de St Johnstown entre 1776 et 1789. Le 26 juin 1789, il succède à son père, l'obligeant à démissionner de son siège à la Chambre des communes, et il prend son siège à la Chambre des lords irlandaise. Après la mise en œuvre des Actes d'Union de 1800, il est élu parmi les 28 représentants irlandais d'origine et occupe son siège à la Chambre des lords britannique. À la suite du décès de sa mère le 7 mars 1807, il obtient le titre de comte de Wicklow .
Il ne s'est jamais marié et son frère cadet, William Howard (3e comte de Wicklow), lui succède.